# サミュエル・Z・アーコフ
サミュエル・Z・アーコフ（Samuel Z. Arkoff, 本名：Samuel Zachary Arkoff、1918年6月12日 - 2001年9月16日）は、アメリカ合衆国の映画プロデューサー。

## 略歴
アイオワ州ウェブスター郡フォート・ドッジ出身。ロシア系ユダヤ人。
ジェームズ・H・ニコルソンと共に映画製作会社アメリカン・インターナショナル・ピクチャーズ（AIP）を創立、主にB級ホラー映画を多くプロデュース、ドライブインシアターを中心に配給するダブル・フューチャー（二本立て興行）を確立し、ロジャー・コーマンやバート・I・ゴードンらを世に送り出した。
2001年9月16日、83歳で死去。

## 主なプロデュース作品
※は製作総指揮。
- 金星人地球を征服 It Conquered the World（1956）※ クレジットなし
- 怪物の女性/海獣の霊を呼ぶ女 The She Creature（1956）※
- 女黄金鬼 Voodoo Woman（1957）※
- 暗闇の悪魔 大頭人の襲来 Invasion of the Saucer Men（1957）※
- 戦慄!プルトニウム人間 The Amazing Colossal Man（1957）※ クレジットなし
- 女バイキングと大海獣 The Saga of the Viking Women and Their Voyage to the Waters of the Great Sea Serpent（1957）※
- スーサイド・バタリオン Suicide Battalion（1958）※
- 機関銃ケリー Machine-Gun Kelly（1958）※
- 鉛の弾丸（たま）をぶちかませ The Bonnie Parker Story（1958）
- 巨人獣 War of the Colossal Beast（1958）※
- 恐怖の獣人 Teenage Cave Man（1958）※
- 吸血原子蜘蛛 Earth vs. the Spider / The Spider / Earth vs. the Giant Spider（1958）※
- 人間人形の逆襲 Attack of the Puppet People（1958）※
- 天空の燃えつきる日 La morte viene dallo spazio / The Day the Sky Exploded（1958）※ クレジットなし
- 空挺肉弾部隊 Paratroop Command (1959)
- 黒死館の恐怖 Horrors of the Black Museum（1959）クレジットなし
- 血のバケツ A Bucket of Blood（1959）※ クレジットなし
- 殺人鬼登場 Circus of Horrors（1960）
- 血ぬられた墓標 La Maschera del demonio / Black Sunday（1960）※
- SOS地球を救え Space Men（1960）※
- 冷凍凶獣の惨殺 Reptilicus（1961）
- 空飛ぶ戦闘艦 Master of the World（1961）※
- 恐怖の振子 The Pit and the Pendulum（1961）※
- 姦婦の生き埋葬 Premature Burial（1962）※ クレジットなし
- SF第七惑星の謎 Journey to the Seventh Planet（1962）クレジットなし
- 黒猫の怨霊 Tales of Terror（1962）※
- 性本能と原爆戦 Panic in Year Zero!（1962）※
- 忍者と悪女 The Raven（1963）※
- X線の眼を持つ男 X: The Man with the X-ray Eyes（1963）※
- ビーチ・パーティ/やめないで、もっと! Beach Party（1963）※
- 怪談呪いの霊魂 The Haunted Palace（1963）※ クレジットなし
- ムキムキ・ビーチ Muscle Beach Party（1964）※
- 女ヴァンパイア カーミラ La cripta e l'incubo（1964）※
- ビキニ・ビーチ Bikini Beach（1964）
- タイム・トラベラーズ The Time Travelers（1964）クレジットなし
- 黒猫の棲む館 The Tomb of Ligeia（1964）クレジットなし
- パジャマ・パーティー Pajama Party（1964）
- ビーチ・ブランケット・ビンゴ Beach Blanket Bingo（1965）
- 深海の軍神 The City Under the Sea（1965）※ クレジットなし
- スキーパーティー Ski Party（1965）※ クレジットなし
- ビキニガール・ハント How to Stuff a Wild Bikini（1965）
- 爆笑!ミサイル大騒動 Sergeant Dead Head（1965）
- バンパイアの惑星 Terrore nello spazio（1965）※
- 襲い狂う呪い Die Monster Die!（1965）※
- ビキニマシン Dr. Goldfoot and the Bikini Machine（1965）
- ヘブンリービキニ The Ghost in the Invisible Bikini（1966）
- 火の玉レーサー Fireball 500（1966）
- ワイルド・エンジェル The Wild Angels（1966）※
- 大暴走 Thunder Alley（1967）※
- デビルズ・エンジェル Devil's Angels（1967）※
- 七人の無法者 The Savage Seven（1968）※
- 狂った青春 Wild in the Streets（1968）
- 熱い肌 Three in the Attic（1968）※
- 異常な快楽 De Sade（1969）
- H・P・ラヴクラフトの ダンウィッチの怪 The Dunwich Horror（1970）
- 血まみれギャングママ Bloody Mama（1970）※
- ドリアン・グレイ/美しき肖像 The Secret of Dorian Gray（1970）※
- バンシーの叫び Cry of the Banshee（1970）
- 嵐が丘 Wuthering Heights（1970）
- 怪人ドクター・ファイブス The Abominable Dr. Phibes（1971）※
- モルグ街の殺人 Murders in the Rue Morgue（1971）※
- 誰がルーおばさんを殺したか? Whoever Slew Auntie Roo?（1972）
- 処刑男爵 Gli orrori del castello di Norimberga（1972）※
- 明日に処刑を… Boxcar Bertha（1972）※ クレジットなし
- 怪人ドクター・ファイブスの復活 Dr. Phibes Rises Again（1972）※
- シンジケート・キラー Slaughter（1972）※
- 吸血鬼ブラキュラ Blacula（1972）※
- コフィー Coffy（1973）※ クレジットなし
- デリンジャー Dillinger（1973）※
- 吸血鬼ブラキュラの復活 Scream Blacula Scream（1973）※
- マシンガン用心棒 Slaughter's Big Rip-Off（1973）※
- ハーレム街の首領 Hell Up in Harlem（1973）※
- マッドハウス Madhouse（1974）※
- 恐竜の島 The Land That Time Forgot（1974）クレジットなし
- アビィ Abby（1974）※
- 怒りの日 Hennessy（1975）※
- グッバイ・ドリーム Return to Macon County（1975）※
- ドラゴンフライの幻想 Dragonfly（1976）※
- ロジャー・ムーア in シシリアン・クロス 闇の仕掛人を消せ Gli esecutori（1976）※
- 地底王国 At the Earth's Core（1976）
- 巨大生物の島 The Food of the Gods（1976）※
- グレート・サム/サギ師と令嬢 The Great Scout & Cathouse Thursday（1976）※
- 未来世界 Futureworld（1976）※
- ザ・スター A Matter of Time（1976）※
- 巨大蟻の帝国 Empire of the Ants（1977）※
- 続・恐竜の島 The People That Time Forgot（1977）※
- ドクター・モローの島 The Island of Dr. Moreau（1977）※
- ウィニング・シーズン/勝利の季節 Our Winning Season（1978）※
- カリフォルニア・ドリーミング California Dreaming（1979）※
- 悪魔の棲む家 The Amityville Horror（1979）※
- メカドッグ・ラスカル C.H.O.M.P.S.（1979）※
- ひと妻窃盗団 How to Beat the High Co$t of Living（1980）※
- アドベンチャー・ロード The Earthling（1980）クレジットなし
- 殺しのドレス Dressed to Kill（1980）※ クレジットなし
- パーキング・ボーイズ Underground Aces（1981）※
- 空の大怪獣Q Q（1982）※ クレジットなし
- ファイナル・テラー The Final Terror（1983）※ クレジットなし
- アップ・ザ・クリーク 激流スーパーアドベンチャー Up the Creek（1984）※
- ヘルホール Hellhole（1985）※
- ホーンティング The Haunting（1999）※ クレジットなし
- クモ男の復讐 Earth vs. the Spider（2001）※ テレビ映画
- 魔界覇王 How To Make A Monster（2001）※ テレビ映画
- 怪奇異星物体 The Day the World Ended（2001）※ テレビ映画
- 人喰い人魚伝説 Mermaid Chronicles Part 1: She Creature（2001）※ テレビ映画
- 獣人繁殖 Teenage Caveman（2002）※ テレビ映画